# Дурово-Бобрик
Дурово-Бобрик — село в Льговському районі Курської області. Входить до складу Вишньодеревенської сільради. Розташоване на етнічно-історичних землях Північної Слобожанщини.

## Географія
Село знаходиться в басейні річки Бобрик (ліва притока Реута в басейні Сейму), за 31 км від російсько-українського кордону, за 66 км на південний захід від Курська, за 21 км на південний схід від районного центру — міста Льгов, за 10 км від центру сільради — села Вишні Деревеньки.
Клімат
Дурово-Бобрик, як і весь район, розташоване у поясі помірно континентального клімату з теплим літом та відносно теплою зимою (Dfb у класифікації Кеппена).
| Клімат села Дурово-Бобрик                                                      | Клімат села Дурово-Бобрик | Клімат села Дурово-Бобрик | Клімат села Дурово-Бобрик | Клімат села Дурово-Бобрик | Клімат села Дурово-Бобрик | Клімат села Дурово-Бобрик | Клімат села Дурово-Бобрик | Клімат села Дурово-Бобрик | Клімат села Дурово-Бобрик | Клімат села Дурово-Бобрик | Клімат села Дурово-Бобрик | Клімат села Дурово-Бобрик | Клімат села Дурово-Бобрик |
| Показник                                                                       | Січ.                      | Лют.                      | Бер.                      | Квіт.                     | Трав.                     | Черв.                     | Лип.                      | Серп.                     | Вер.                      | Жовт.                     | Лист.                     | Груд.                     | Рік                       |
| Середній максимум, °C                                                          | −3,8                      | −2,7                      | 3,2                       | 13,1                      | 19,3                      | 22,6                      | 25,1                      | 24,5                      | 18,2                      | 10,7                      | 3,6                       | −0,9                      | 11,1                      |
| Середня температура, °C                                                        | −5,9                      | −5,3                      | −0,5                      | 8,3                       | 14,7                      | 18,3                      | 20,8                      | 19,9                      | 14                        | 7,3                       | 1,4                       | −2,9                      | 7,5                       |
| Середній мінімум, °C                                                           | −8,3                      | −8,5                      | −4,7                      | 2,8                       | 9                         | 13                        | 15,7                      | 14,8                      | 9,7                       | 4                         | −0,9                      | −5,1                      | 3,5                       |
| Норма опадів, мм                                                               | 51                        | 44                        | 48                        | 50                        | 63                        | 71                        | 76                        | 53                        | 57                        | 57                        | 47                        | 49                        | 666                       |
| ------------------------------------------------------------------------------ | ------------------------- | ------------------------- | ------------------------- | ------------------------- | ------------------------- | ------------------------- | ------------------------- | ------------------------- | ------------------------- | ------------------------- | ------------------------- | ------------------------- | ------------------------- |
| Джерело: Погода по місяцях з ru.climate-data.org(дата звернення: Жовтень 2021) |                           |                           |                           |                           |                           |                           |                           |                           |                           |                           |                           |                           |                           |

Часовий пояс
| Село Дурово-Бобрик, як і вся Курська область, знаходиться у часовому поясі Московський час. Зсув відносно UTC становить +3:00. |

## Населення
Кількість населення
| 2002 | 2010 |
| ---- | ---- |
| 120  | ↘76  |

| Рік  | Чисельність | Чисельність |
| ---- | ----------- | ----------- |
| 2002 | 120         | [ 6 ]       |
| 2010 | 76          | [ 7 ]       |

## Інфраструктура
Особисті підсобні господарства. У селі 70 будинків.

## Транспорт
Дурово-Бобрик знаходиться за 4 км від автодороги регіонального значення 38К-024 (Льгов — Суджа), на автошлху міжмуніципального значення 38Н-443 (38К-024 — Вишні Деревеньки — Дурово-Бобрик), за 2,5 км від найближчого (наразі закрито) залізничного зупинного пункту 25 км (лінія Льгов I — Підкосилів).
За 124 км від аеропорту імені В. Г. Шухова (що недалеко від Білгорода).